# Santa Maria Madre della Provvidenza
Santa Maria Madre della Provvidenza, även benämnd Santa Maria Madre della Provvidenza a Monte Verde, är en församlingskyrka i Rom, helgad åt Jungfru Maria. Kyrkan är belägen vid Via Donna Olimpia i quartiere Gianicolense, som även benämns Monte Verde.

## Beskrivning
Kyrkan uppfördes 1937 efter ritningar av arkitekten Tullio Rossi och konsekrerades samma år. Sedan 1973 utgör Santa Maria Madre della Provvidenza kardinalprästkyrka.
Interiörens fresker är utförda av Igino Cupelloni (1918–2008).

## Församling
Till församlingen Santa Maria Madre della Provvidenza hör följande kyrkobyggnader och kapell:
- Santa Maria Madre della Provvidenza
- Cappella Suore Nostra Signora della Compassione

## Kardinalpräster
- Luis Aponte Martínez (1973–2012)[1]
- Orani João Tempesta (2014–)[1]

## Bilder
| - Inskriptionen över ingångsportalen. |